# Confluência
Confluência, em hidrologia, é um termo geográfico tipicamente utilizado para definir a junção de dois ou mais cursos de água, glaciares ou correntes marinhas, bem como também o ponto onde isto ocorre.
A confluência, se refere tanto ao ponto de junção de um afluente de um rio maior, chamado de tronco principal, ou, onde dois fluxos se reúnem para tornar a nascente de um rio com um novo nome.

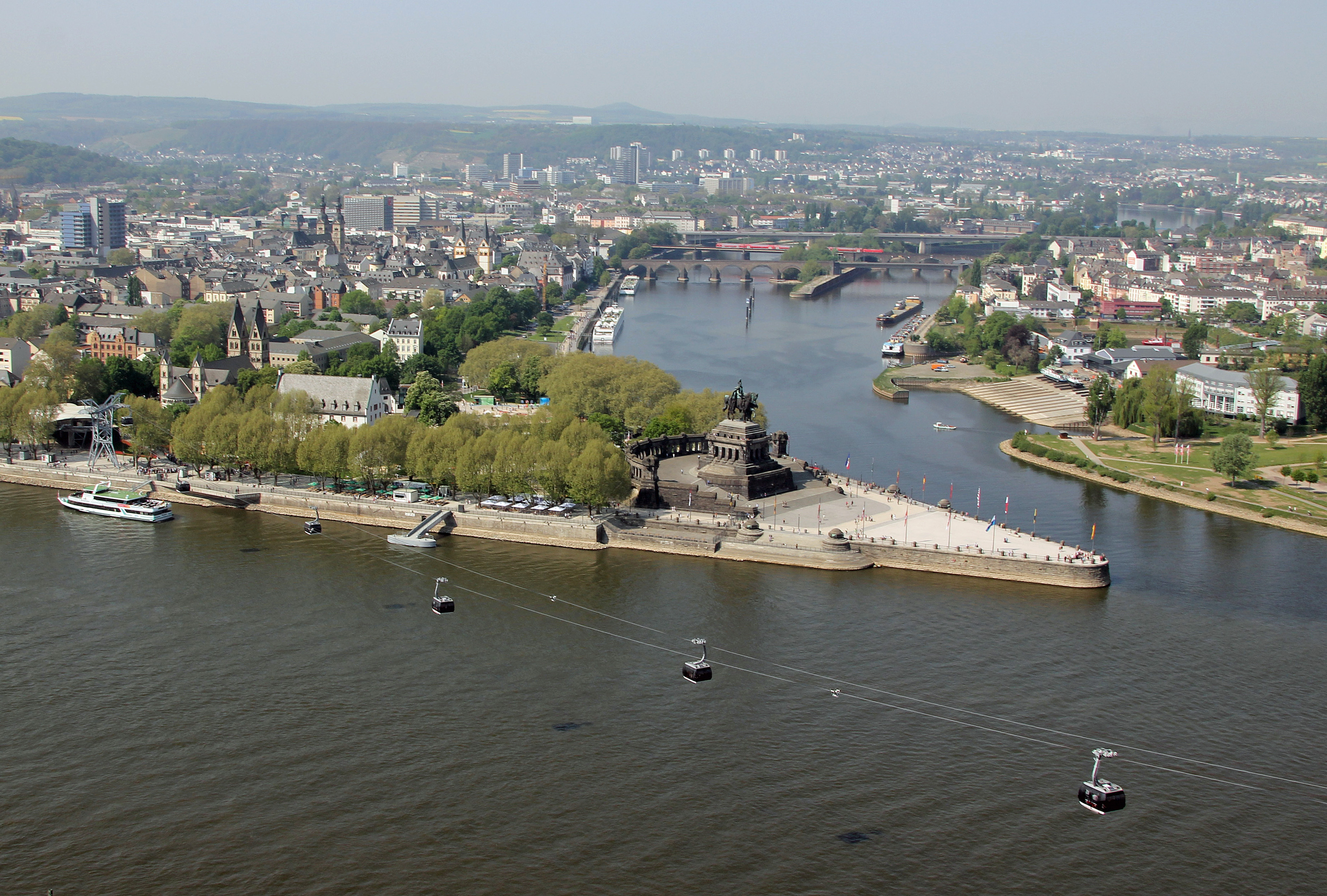
Confluência de rios: o Mosel desemboca no Reno, em Koblenz.
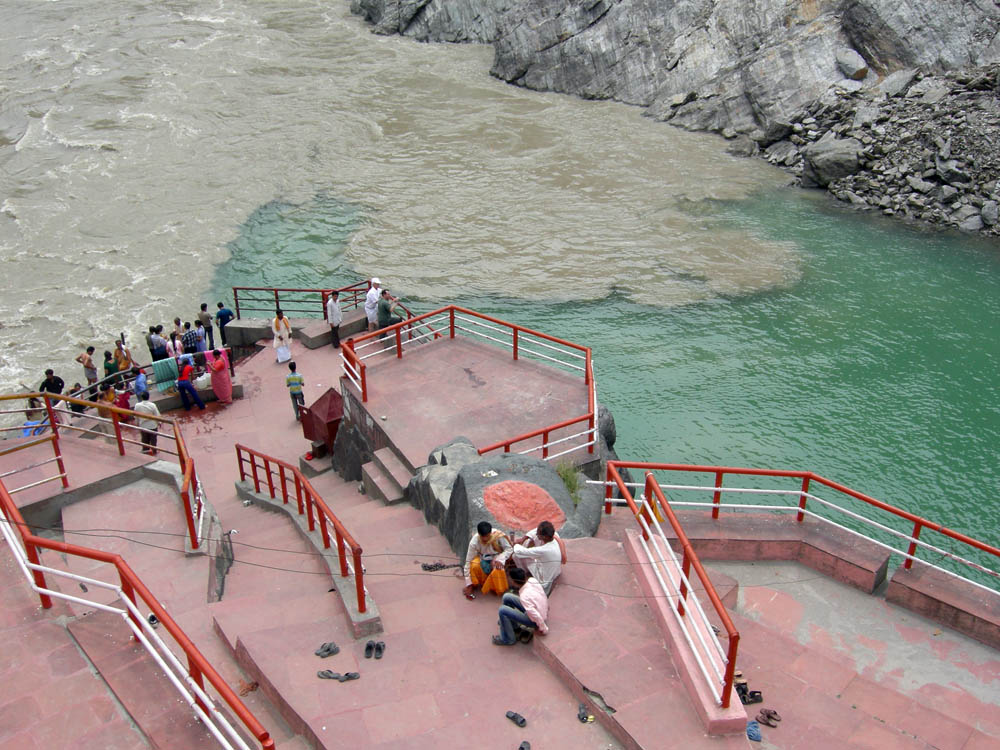
Confluência dos rios Bhagirathi e Alaknanda para produzir o Ganges em Dev Prayag, na Índia.
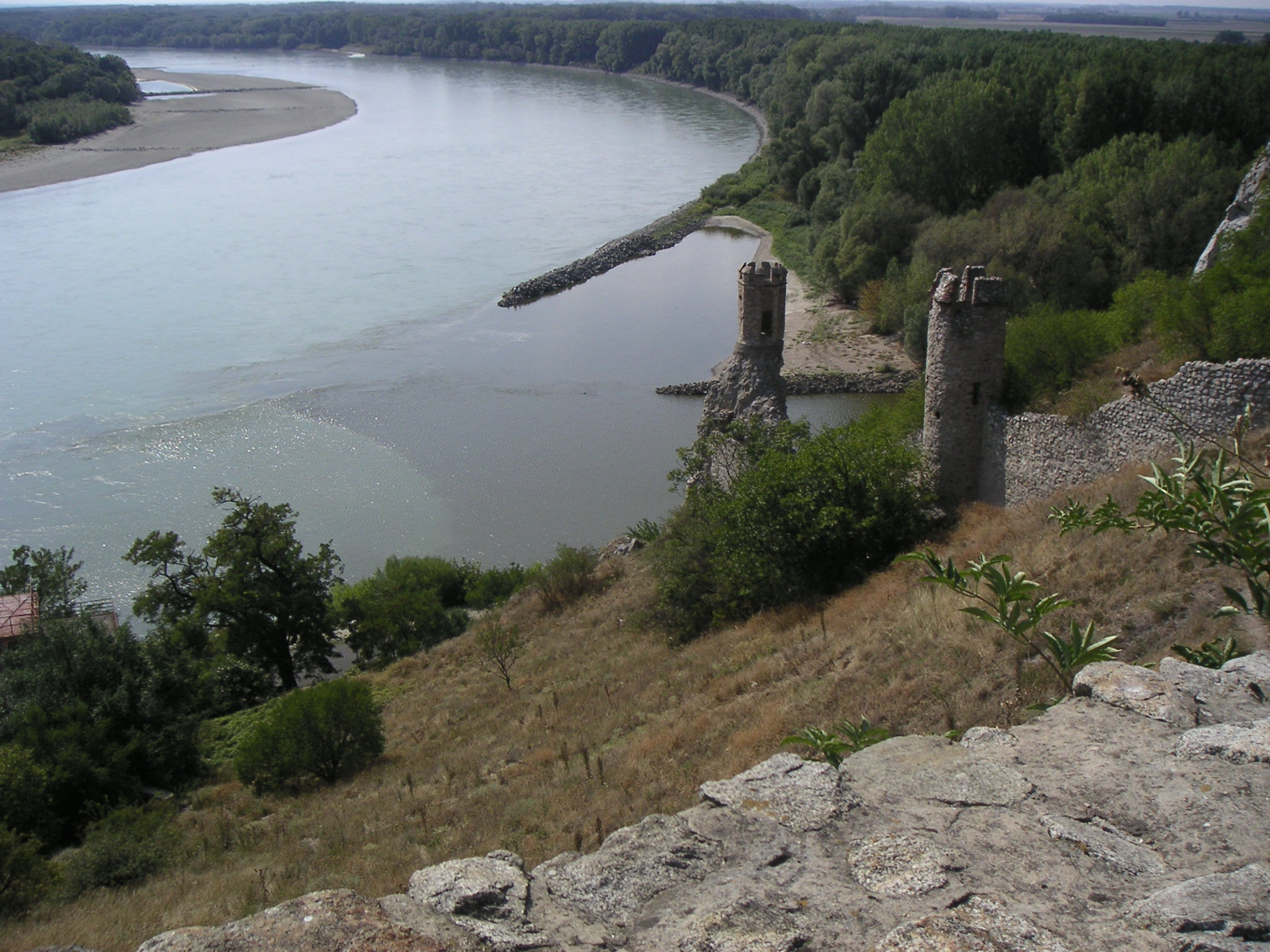
Confluência do Danúbio com o Morava em Devín, na fronteira entre a Áustria e a Eslováquia.
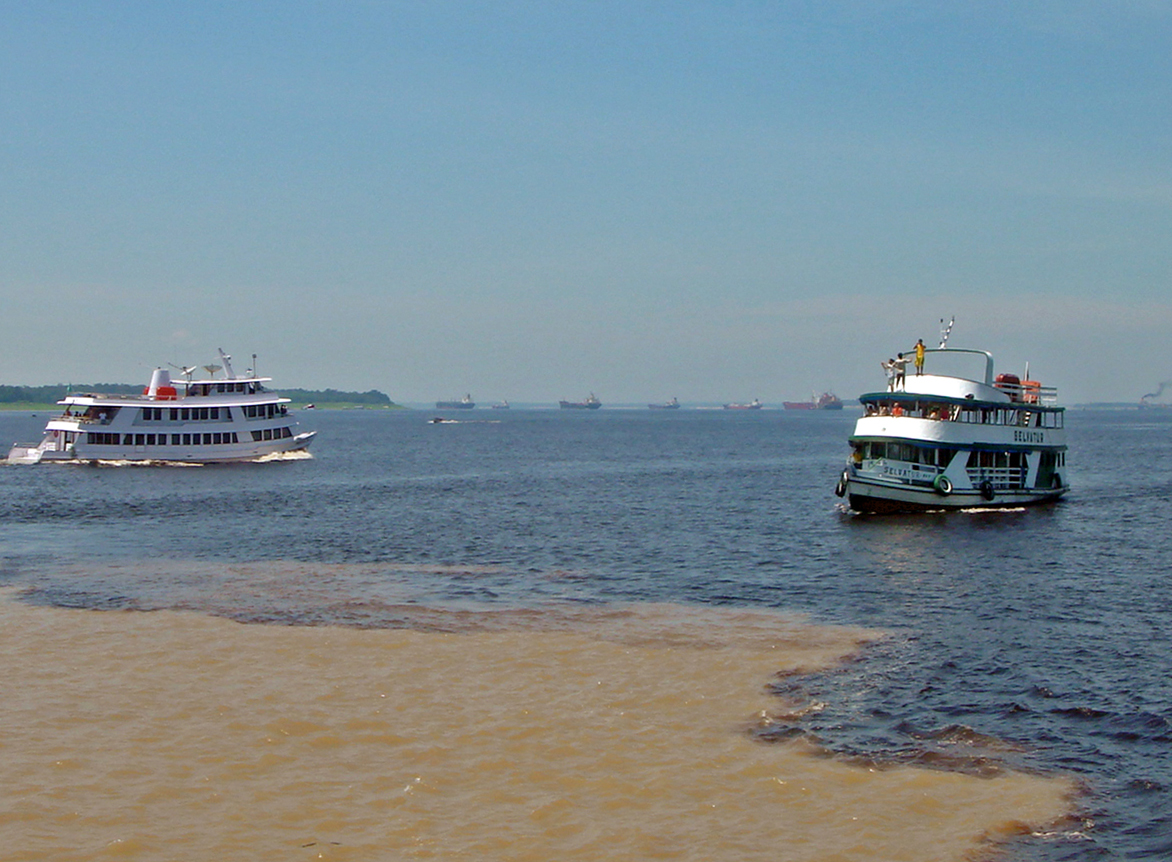
Confluência do Rio Negro com o Rio Solimões, perto de Manaus, Brasil.
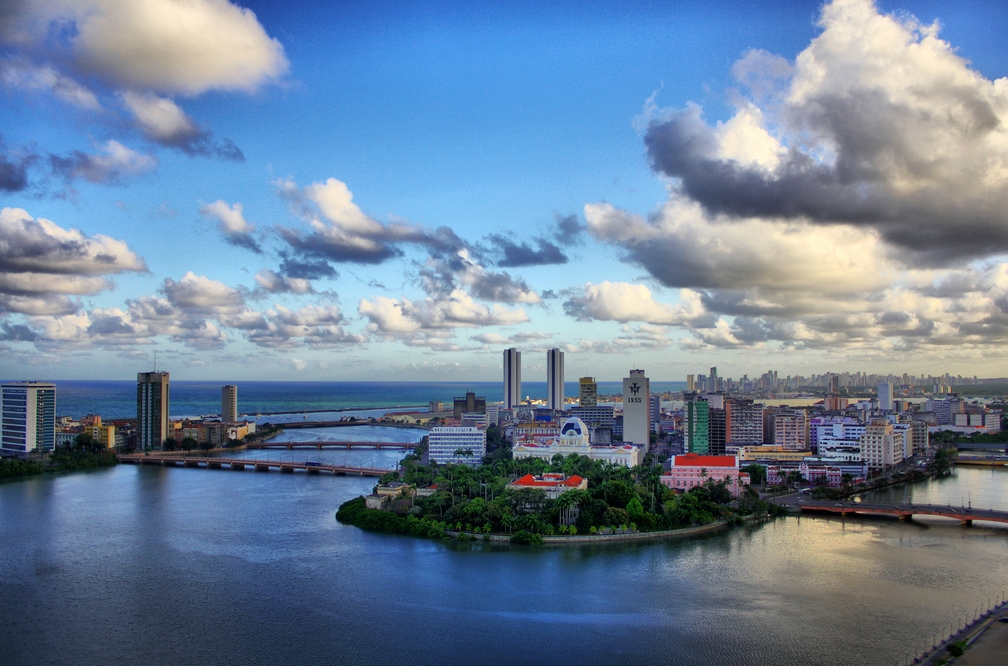
Confluência dos rios Capibaribe e Beberibe na Ilha de Antônio Vaz, Recife, Brasil.